# مستدرك الوسائل
مستدرك الوسائل ومستنبط المسائل المعروف بـ«مستدرك الوسائل» كتاب فقهي لحسين النوري المعروف بـ «المحدّث النوري» من علماء الشيعة (1245 هـ - 1320 هـ)، هذا الكتاب مستدرك على كتاب «وسائل الشيعة» للحر العاملي وهو أهم مؤلَّفاته.

## المؤلف
الميرزا حسين بن محمد تقي بن علي محمّد بن تقي النوري الطبرسي (1245 هـ - 1320 هـ). هو رجل دين ومُحدّث شيعي إيراني أحد اعلام الحوزة العلمية الشيعية ولد في طبرستان في الثامن عشر من شوال 1245 هـ وانتقل إلى طهران حيث درس على يد بعض العلماء فيها ثم انتقل إلى النجف وبقي فيها اربع سنين وبقي يتنقل لفترات بين إيران والعراق تلقى خلالها الدروس الحوزوية وحضر البحث الخارج لعدد من العلماء الشيعة.

## التعريف بالكتاب وسبب تأليف والكلام فيه

### التعريف بالكتاب
- كتاب مستدرك الوسائل من المجاميع الحديثية المعتبرة الشيعية في القرون الأخيرة.
- أخذ المحدث النوري من المصادر والكتب المعتبرة الروائية التي لم يعثر عليها الحر العاملي.
- بلغت هذه المصادر 75 كتابا روائيا شيعيا أثبت المحدث النوري اعتبارها في الختام.[1]

### سبب التأليف
ذكر المؤلف سبب تأليف في بداية الكتاب:
«ان العالم الكامل، المتبحر الخبير، المحدث الناقد البصير، ناشر الآثار، وجامع شمل الاخبار، الشيخ محمد بن الحسن الحر العاملي (قدس الله تعالى روحه الزكية) قد جمع في كتاب الوسائل من فنون الأحاديث الفرعية المتفرقة في كتب سلفنا الصالحين، والعصابة (1) المهتدين، ما تشتهيه الأنفس وتقر به الأعين، فصار بحمد الله تعالى مرجعا للشيعة، ومجمعا لمعالم الشريعة، لا يطمع في ادراك فضله طامع، ولا يغني العالم المستنبط عنه جامع، ولكنا في طول ما تصفحنا كتب أصحابنا الأبرار، قد عثرنا على جملة وافرة من الاخبار، لم يحوها كتاب الوسائل، ولم تكن مجتمعة في مؤلفات الأواخر والأوائل. وهي على أصناف.
منها ما وجدناه في كتب قديمة لم تصل إليه ولم يعثر عليها.
ومنها ما يوجد في كتب لم يعرف هو مؤلفيها فأعرض عنها، ونحن سنشير بعون الله تعالى في بعض فوائد الخاتمة إلى أسامي هذه الكتب ومؤلفيها، وما يمكن أن يجعل سببا للاعتماد عليها، والرجوع إليها والتمسك بها.
ومنها ما وجدناه في مطاوي الكتب التي كانت عنده، وقد أهمله إما للغفلة عنه، أو لعدم الاطلاع عليه.»

### عدد الأحاديث
- 23000 حديث[3]

### أقوال العلماء في الكتاب
آقا بزرك الطهراني:«وهو رابع المجاميع الثلاثة الأخيرة المعتمدة المعول عليها في هذه الاعصار»
الآخوند الخراساني:«الحجة لا تتم لمجتهد إلا بالرجوع إلى كتاب مستدرك الوسائل والاطّلاع على رواياته.»

## الطبع والنشر
المخطوطة بخط المؤلف واقعة في مكتبة الروضة المقدسة. وكتب آقا بزرك الطهراني في نهاية هذه النسخة سطورا يؤكد صحة هذه النسخة، وهناك نسخة أخرى في مكتبة عبد العزيز الطباطبائي فيها حواشي آقا بزرك الطهراني على مستدرك الوسائل، نسخة في مكتبة النصيري في طهران.
تم نشر وطبع هذا الكتاب في 18 مجلدا باللغة العربية وبجهود مؤسسة آل البيت لاحياء التراث سنة 1408هـ في مدينة قم.

## وصلات خارجية
- مستدرك الوسائل ومستنبط المسائل - مؤسسة آل البيت عليهم السلام لإحياء التراث ـ قم - شبكة رافد